# Reinhard Suhren
Reinhard Suhren (ur. 16 kwietnia 1916, zm. 25 sierpnia 1984) – niemiecki oficer marynarki, dowódca okrętu podwodnego U-564, a wcześniej oficer wachtowy dowodzonego przez Herberta Schultze U-48 – najskuteczniejszego okrętu tej klasy podczas II wojny światowej. Podczas służby na U-48 został pierwszym niemieckim oficerem odznaczonym Krzyżem Rycerskim za dokonania podczas służby na stanowisku niższym niż dowódca okrętu, który otrzymał za sprawność w walce torpedowej. Jeden z najbardziej udekorowanych oficerów Kriegsmarine, powszechnie określany jako Teddy Suhren.
Wstąpił do służby w Kriegsmarine w 1935 roku i korzystając z odtwarzania niemieckiej floty podwodnej rozpoczął trening w tym zakresie, okazjonalnie służąc na U-1 (3/35–11/38), od listopada 1938 do kwietnia 1939 roku jako 2. oficer wachtowy na kolejno U-51, U-46 i U-47, po czym uzyskał stanowisko 1. oficera wachtowego na U-48. Po wybuchu wojny, za swój walny udział w zatopieniu jednostek o łącznym tonażu 200 000 BRT został odznaczony Krzyżem Rycerskim, wkrótce zaś – w wieku 28 lat – został najmłodszym oficerem marynarki awansowanym do stopnia fregattenkapitana. W okresie od 10 listopada 1940 do 2 marca 1941 roku służył jako instruktor strzelania torpedowego w 24. Szkolnej Flotylli U-Bootów.
Od 3 marca do 2 kwietnia 1941 roku przechodził kurs pływania podwodnego na U-564, w dniu zaś jego ukończenia objął stanowisko dowódcy tego okrętu, które sprawował do 1 października 1942 roku. Z tym dniem przeszedł do 1. Flotylli U-Bootów „Weddingen”, od 26 października 1942 roku natomiast pełnił funkcję instruktora w dywizji szkolnej 2. Unterseeboots-Lehrdivision (2. ULD), po czym 13 marca 1943 roku objął stanowisko szefa sztabu 27. Szkolnej Flotylli U-Bootów. Z dniem 27 maja 1944 roku został skierowany do Norwegii, gdzie do września tego roku służył jako regionalny FdU Nordwegen, po czym aż do zakończenia wojny służył jako FdU Nordmeer. Po kapitulacji Niemiec został uwięziony i następnie zwolniony 16 maja 1946 roku.
Do listopada 1940 roku odbył 9 patroli bojowych jako 1. oficer U-48 walnie przyczyniając się do zatopienia 200 000 ton tonażu, po czym jako samodzielny dowódca U-564 przeprowadził sześć patroli, podczas których zatopił 19 jednostek o łącznym tonażu 96 444 ton. Za swe zasługi, 3 listopada 1940 roku jako 45 w Kriegsmarine i 20. w U-Boot-Waffe otrzymał Krzyż Rycerski. 21 grudnia 1941 roku do jego Krzyża Rycerskiego zostały dodane Liście Dębu, które otrzymał jako 56. w Wehrmachcie, 11 w Kriegsmarine i 9. w U-Boot-Waffe, zaś 1 września 1942 roku do Krzyża Rycerskiego z Liśćmi Dębu zostały dodane Miecze, które otrzymał jako 16 w Wehrmachcie, 3. w Kriegsmarine i 3 w U-Boot-Waffe. Reinhard Suhren został w ten sposób jednym z najbardziej udekorowanych oficerów w niemieckiej marynarce wojennej.